# Metrostation Sŭngri
Die Metrostation Sŭngri (kor. 승리) bzw. Sieg der Metro Pjöngjang befindet sich im zentralen Stadtbezirk Chung-guyŏk am Kim-Il-sung-Platz der Hauptstadt Pjöngjang, in Nordkorea. Sie wurde am 6. Oktober 1973 eröffnet und wird von der Chŏllima-Linie bedient.